# Miguel Serrano (baloncestista)
Miguel Serrano Álvarez (Las Palmas de Gran Canaria, 16 de enero de 2001) es un baloncestista español  que se desempeña como alero en el Caja 87 Basket de la Segunda FEB.

## Trayectoria
Es un jugador formado en las categorías inferiores del Club Baloncesto Gran Canaria y en la temporada 2017-18 con apenas 16 años debutaría con el Club Baloncesto Gran Canaria II en Liga EBA. 
En 2019, lograría el Torneo Junior Ciudad de L’Hospitalet y el Europeo sub-18 de la categoría.  
El 22 de septiembre de 2021, debuta con el primer equipo del Club Baloncesto Gran Canaria en la jornada 2 de la Liga Endesa, disputando 3 minutos y 20 segundos en un encuentro frente al FC Barcelona, que acabaría con derrota por 64 a 82. Durante la misma temporada 2021-22, volvería a disfrutar de minutos en un encuentro frente a Baxi Manresa en el que anotó un punto en 5 minutos y 24 segundos en pista.
En las siguientes temporadas formaría parte del filial grancanario en la Liga LEB Plata, hasta salir del club en 2023 después de seis temporadas.
El 8 de septiembre de 2023, firma por el Club Baloncesto Lucentum Alicante de la Liga LEB Oro.
El 19 de agosto de 2024, firma por el CB Morón de la Primera FEB.
El 26 de octubre de 2024, tras rescindir su contrato con CB Morón, firma por el Caja 87 Basket de la Segunda FEB.

## Selección nacional
Es internacional en las categorías inferiores de la selección española. En julio de 2019, logra la medalla de oro el Campeonato Europeo de Baloncesto Masculino Sub-18 celebrado en Volos, Grecia, al vencer en la final a Turquía.